# ローランド・TB-303
TB-303（ティービー303）は、かつてローランドが製造、販売したシンセサイザー。

## 概要
1982年発売開始。シンセベース音色に特化し、またミュージックシーケンサーを内蔵していたことで短いループをプログラムし本体に記憶させることが出来た。本体の大きさはコンパクトで持ち運びが容易であった。同時期に発売されたリズムマシンTR-606とデザインが統一されており、二台を合わせて使う事でリズム隊を自動演奏できるというのが発売当時のふれこみであったが、当初はベース音色の再現が十分でないなどの理由で人気機種にはならなかった。当時のレコードで聴ける数少ない例に、ジャコ・パストリアスの「ワード・オブ・マウス」の冒頭曲「クライシス」、アレクサンダー・ロボトニク（Alexander Robotnick）の「Problems D'Amour」がある。だが、1980年代後半の音楽シーンに発生したアシッド・ハウスでは、そのフィルターをいじることで出される独特で奇妙な音色と内蔵シーケンスのグルーヴが再評価され、多くのアーティストが使い出したことから一躍脚光を浴びるシンセサイザーとなる。そもそもの発端はシカゴのハウスクリエイターDJ Pierreが楽曲製作の際にベース音源として中古の303を入手したところから始まる。だが、そのとき偶然フィルターの設定が全開になっていた事から、彼はこの奇妙なサウンドの独特の魅力に気づき、それを最大限に生かす方向で曲を製作した。この曲はPhuture名義で『ACID TRAX』としてリリースされた。既存のハウスミュージックのフォーマットからは大きく逸脱する作品となったが、結果的にこの作品はダンスミュージックシーンに絶大な衝撃を与え、アシッド・ハウスというひとつのジャンルを確立するまでに到る。その後もハウスはもちろん、テクノなどで使用アーティストが増えていき、ダンス・ミュージックに欠かせない楽器の一つとなっていった。またTB-303の人気が出ると同時に中古市場でも価格が異常に高騰していくこととなる。TB-303の使い手としては、テクノの分野ではハードフロアやリッチー・ホゥティンが有名である。ちなみに、発売当初はローランド・TR-808の廉価版的リズムマシンという位置づけだった兄弟機TR-606であるが、こちらも昨今はエレクトロやヒップホップなどにおいて支持を得ている機種である。
中古市場での価格高騰により、TB-303の入手が困難になってもローランドからすぐに再発売される兆候がなかった。また、TB-303はMIDIに未対応（外部機器との同期には、現行では殆ど使用される事の無いDIN Sync規格を採用していた）であったため、これもまたレアなSYNCコンバーターを用意し制御を行なえるようする必要があった（ただし、これはブームに合わせてKENTONなどから新規の製品がいくつか発売されている）。また、独自にMIDI対応改造やCV-GATE入力端子の増設を行ったり、さらに強力な機能を付加したものなど、様々な改造を行う業者も現れた。代表的なものにMIDI改造を行いさらに1Uラックマウント化・多機能制御化したFive-G製の『FGP-3』や、Real World Interfacesによる『Devilfish』なるチューンナップバージョンがある。ただし、これらの改造バージョンは303の評価の肝であるシーケンサー部分を排除していたり、フィルターがより強力な物に改造されていたり(これによって303であって303ではない音が創り出せるのだが)と、オリジナルの個性のいずれかを少なからず犠牲にした上で成り立っているので、その仕様には賛否両論ある。
欧米の中小シンセサイザーメーカーからTB-303の音色再現を狙ったシンセサイザーが多数発売された。1994年に発売されたNovation Bass Station、ドイプファー・MS-404などが代表的である。中古市場やクローンシンセの人気を受けて、本家のローランドからもローランド・MC-303（ただしMC-303には、TB-303のようなスライド機能等が無くビジュアルイメージと名前のみを冠している）や、ローランド・MC-09が発売された。
そのような状況の中、2014年初頭にローランドが突如DJジャンル向けのAIRAブランドの発表を行い、AIRAシリーズの製品としてTB-3というシーケンサー付きベースシンセサイザーを2014年3月に発売した。これはTB-303をデジタル技術で復刻するというコンセプトであり、スライド機能を搭載、TB-303に肉薄した音色に加えて独自のベース音色も多数搭載していたが、タッチパネルを使ったインターフェースが全く独自のものであり、賛否両論となった。ローランドはさらに2016年9月には小型復刻製品群のBoutiqueシリーズとしてTB-03を発売した。外見と操作性はTB-303をほぼ踏襲しているが、音源はTB-3同様にデジタルであるため、これも賛否両論となっている。

## 特徴
TB-303の音色を特徴づけるフィルタには、梯子（はしご）型4次ローパスフィルタ（LPF）が用いられている。R（抵抗）とC（コンデンサ）をその名の通り梯子状に接続する。抵抗値を可変する事により、LPFの遮断周波数を可変する。抵抗素子には初期品は三洋2SC536、後期品は東芝2SC1815が用いられていた。いずれも小信号汎用品である。トランジスタをダイオードとして動作させ、これに直流バイアスを加えることによって広範囲な値が得られる可変抵抗として機能させている。安価な部品を用いつつも、効果的にLPFを構成する技術者の工夫が見られる。
　もっとも、トランジスタを抵抗素子として機能させる梯子型4次ローパスフィルタは名機モーグ（モーグ・シンセサイザー）で初めて採用された回路方式であり、モーグ博士の特許（米国特許3,475,623）である。ローランドを含む後発メーカはこの特許を回避するため、本特許のトランジスタの主要機能（可変抵抗機能及びバッファ機能）のうち、バッファ機能を省くことで回避した。そのため、カットオフ特性がモーグに対してブロード（緩くなる）特性とならざるを得なかった。文献によっては、TB-303は3次LPFであり、そのため独特な音がするなどといった記述が見られるため、要注意である。
レゾナンスはこのLPFにフィードバックをかけることにより実現しているが、本機では過剰にレゾナンスがかからないようフィードバックを制限する抵抗が入っている。一般的なアナログシンセサイザはレゾナンスを過剰にかけて発振させることも音づくりの手法の一つであるため、この点がいわゆるアナログシンセサイザの設計思想とは異なる。一部のマニアの間ではこの抵抗をショートし、発振させることによって更に音色に幅を持たせるような改造を施すことも行われている。
独特の概念に基づくシーケンサー部分は、ボタンごとに設置されたLEDの点滅を除いては、情報を表示する画面やインジケーターなどが一切無く、各ボタンはモードごとに複数の役割を担う為、打ち込み中は進行情報の多くを脳内で補完して実行しなければならず、意図したパターンを正確に鳴らす為にはある程度の訓練が必要であった。また、さらに譜面上では表しきれないようなベース演奏特有の要素をパターンに付加する「スライド」、「アクセント」という独自の要素は、その効果もまた個性的で、打ち込み中の段階で掛かり具合を予測するのが最初のうちはいささか困難である。
このお世辞にも扱いやすいとは言いがたいシーケンサーは、発売当時は単に難解であると批判された反面で、昨今は打ち込んだ者が意図した発想を超える、思わぬ好フレーズを産むと評価され、「でたとこ勝負」の偶発性の高さが昨今は逆に重宝されている。「スライド」、「アクセント」を加えた際の個性的なシーケンスの歪曲効果と、ローランドの同時期のTRシリーズにも共通する独特のノリも評価の重要なポイントである。
「スライド」、「アクセント」は他の多くのアナログシンセにあるポルタメント機能と多少効果が似ている為に、音源部分の機能と思われがちだが、ポルタメントとは異なりシーケンスに独特の効果を与える物である為、TB-303のシーケンスをマスターに他のアナログシンセ（oct./V規格のCV/GATE INを持つ物）をコントロールした場合にもスライド、アクセントの効果は反映される。
TB-303のシミュレーションを謳う後発のシンセの中で、このシーケンサー部の独創性に着目し再現した物は極めて少ない。その多くが音源部の模倣に重きが置かれているのである。
なお、この本体シーケンサーはクォンタイズ機能を持っていないため、任意にシャッフル（いわゆるハウス的な"跳ね"のリズム）を設定する事は出来ないが、ハードフロアの二人はシングル『Mahogany Roots』において、303のシーケンスをシャッフルさせるという荒技を披露し話題となった。当時、その方法に関しては詳しく言及される事は無かったため、マニアの間では彼らの303には特殊な改造が施されているのではないかと憶測を呼んだが（事実、彼らは改造機『Devilfish』を所有していたが）、これはある裏技を使用する事によってそれが行われていたのである。その裏技とは、303本体で三連譜モードで打ち込み、そのシーケンスを倍速で曲本来のテンポと同期させることにより、擬似的にシャッフル的なノリを本体シーケンサーの特性を生かしたまま実現できるというものだった。これはDIN Syncコンバーターの中でも同期速度切り替え機能を持つコルグ・KMS-30を使用する事によって行う事ができるのである。

## その他
- シンセの通称として、「303」は日本国内では「さん・まる・さん[2]」、英語圏では「スリー・オー・スリー」と発音される。
- 日本のロボットアニメ作品『交響詩篇エウレカセブン』に登場するtypeB 303「デビルフィッシュ」なる銀色の機体は、TB-303、Devilfishが元ネタである。本編登場時には石野卓球がDevilfishを使用して製作した「Ninety Three」（アシッド・ハウスリバイバルが起こった1993年をテーマにした楽曲）がBGMに使用された。この他にも同様に808、ローランド・TR-909の名称をもつ機体も登場するなど、全編に渡ってテクノシーン全般からの引用が数多く登場する作品という事で、注目をあつめた。
- FIVE Gが303のラック改造をしていた頃、店内には303の抜け殻が山のように積み上げられていたが、ハードフロア初来日の際、全て買って行ったという。
- 日付の語呂合わせから毎年3月3日は「HAPPY 303 DAY!」（Roland公式 X（旧Twitter）より2025年3月3日閲覧）として、「#303day」のハッシュタグをつけた303系の音色を使った演奏のSNSへの投稿が多くみられる。